# Олн
Олн (на френски: Olne) е селище в Югоизточна Белгия, окръг Вервие на провинция Лиеж. Населението му е около 3800 души (2006).